# Мужиловський Андрій
Мужиловський Андрій (після постригу в ченці Анатолій; бл. 1580—1640) — чернець Києво-Печерської лаври, протоієрей Слуцький і Копиленський, письменник-полеміст. Відомий як активний противник Берестейської унії 1596 року. Був автором робіт «Відповідь на послання уніатів віленських» (1616, старобілоруською мовою) і «Антидотум» («Протиотрута», 1629, польською мовою), спрямованих проти «Френеса» і «Апології» Мелетія Смотрицького.